# Ишмуратов, Нарбай
Нарбай Ишмуратов — советский хозяйственный, государственный и политический деятель, Герой Социалистического Труда.

## Биография
Родился в 1930 году в Турткульском районе. Член КПСС с 1953 года.
С 1948 года — на хозяйственной, общественной и политической работе. В 1948—1990 гг. — агроном, учитель школы в Турткульском районе, инструктор Турткульского районного комитета КП Узбекистана, председатель колхоза «Коммунизм» Турткульского района Каракалпакской АССР.
Указом Президиума Верховного Совета СССР от 25 декабря 1976 года присвоено звание Героя Социалистического Труда с вручением ордена Ленина и золотой медали «Серп и Молот».
Избирался депутатом Верховного Совета СССР 8-го созыва. Делегаты XXIII съезда КПСС.
Умер после 1990 года.